# Amguema (Ort)
Amguema (russisch Амгуэ́ма) ist ein Dorf (selo) im Autonomen Kreis der Tschuktschen (Russland) mit 531 Einwohnern (Stand 14. Oktober 2010).

## Geographie
Der Ort liegt etwa 300 km Luftlinie nordnordöstlich des Kreisverwaltungszentrums Anadyr am rechten Ufer des namensgebenden Flusses Amguema.
Amguema ist gehört zum Rajon Iultinski und befindet sich etwa 80 km nördlich von dessen Verwaltungszentrum Egwekinot. Es ist die einzige Ortschaft der gleichnamigen Landgemeinde (selskoje posselenije).

## Geschichte
Das Dorf wurde Anfang der 1950er-Jahre in Zusammenhang mit dem Bau einer Straße gegründet, die den Hafen Egwekinot mit der Bergbausiedlung Iultin bei einer 1937 entdeckten bedeutenden Lagerstätte von Zinn-, Wolfram- und Molybdänerzen verbinden sollte. Im Dorf wurden vorrangig Angehörige der vorrangig Rentierhaltung betreibenden tschuktschischen Urbevölkerung angesiedelt, die heute gut 70 % der Einwohner stellen.
Amguema gehört zu den Orten des Autonomen Kreises, deren Bausubstanz ab den 1990er-Jahren faktisch komplett erneuert wurde.

## Verkehr
Amguema liegt an der Straße Egwekinot – Iultin, die als Winterpiste nach Mys Schmidta/Ryrkaipij weiterführt und die Tschuktschen-Halbinsel von der Küste des Beringmeers im Süden zur Küste der Tschuktschensee im Norden durchquert.